# 資材運搬車

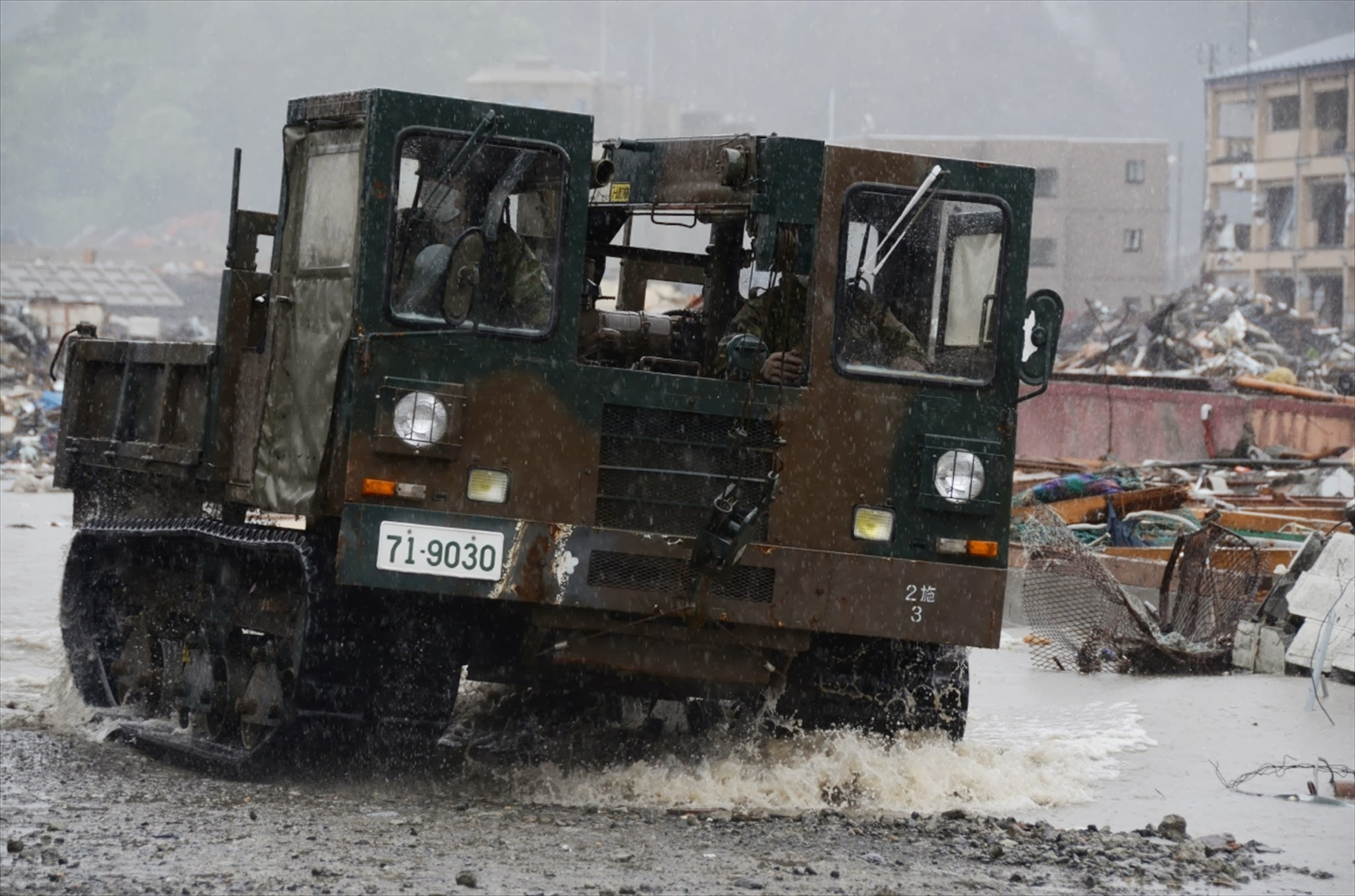
東日本大震災の災害派遣現場における資材運搬車（岩手県上閉伊郡大槌町）

資材運搬車（しざいうんぱんしゃ）は、陸上自衛隊で使用されている車両である。

## 特徴
製作は産業機械メーカーの諸岡で、民間向けの不整地運搬車（ゴムクローラー駆動のキャリアダンプ）を陸上自衛隊仕様にして採用している。
陸上自衛隊では敵機甲部隊の進撃を食い止める防禦戦闘の1つである遅滞戦闘を重視しているが、その際には多数の人員、装備品を敵進撃ルート周辺に配置する必要がある。防禦地域は必ずしも装輪車両の進入が出来る場所ばかりではなく、この装備の導入前はトラックでの進入が出来ない山間部や泥濘地への輸送は空輸か人力輸送、あるいは小型のトラックによる分散輸送を行う程度に過ぎず、効率的な輸送手段が求められていた。山岳輸送車や水陸両用車も研究されたが、結局採用に至ることは無かった。そのため効率的な輸送能力の確立を期して1990年（平成2年）より本車が導入されることとなった。

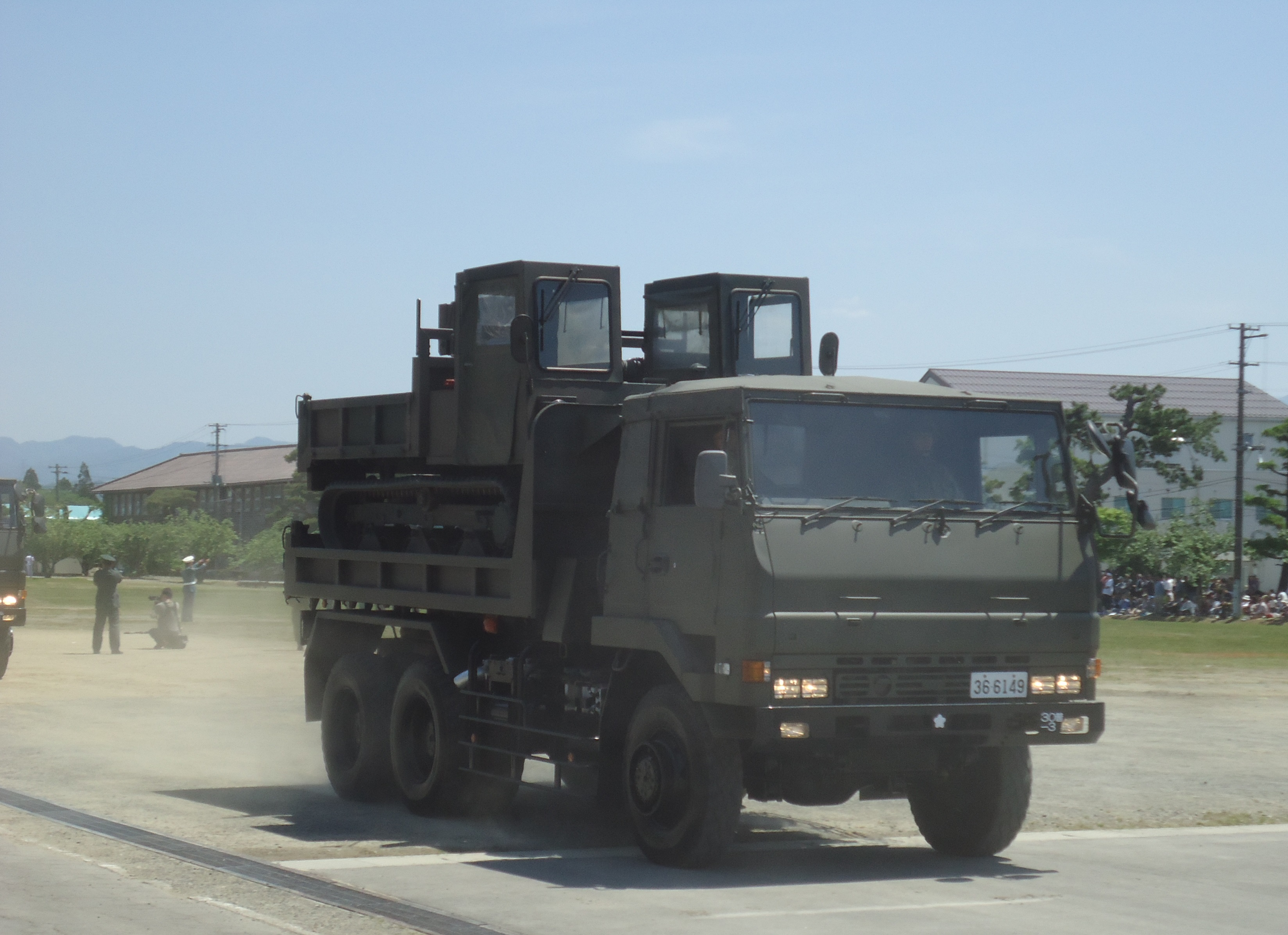
73式大型トラックで輸送される資材運搬車

ゴム製の履帯により登攀能力30度、超塹能力1mと、高い路外走行性能がある。民生品をそのまま使用しているので非装甲のセパレート式のキャビンを備え、左側が運転席で、右側は乗員席である。車体前方に約2tの吊上能力を持つクレーンを装備、車体後部にはリアダンプ式の荷台を備える。小型なので3 1/2tトラックで輸送可能。不整地運用を想定しているが水陸両用ではなく、湖沼地帯での運用には制約がある。

## 運用
使い勝手が良く安価であるため普通科、特科、施設科等さまざまな部隊に配備され、弾薬運搬、築城資材運搬などの不整地での局地輸送に使用される。ゴム履帯なので雪上でも行動することが可能であり、冬季の演習では荷台部分に12.7mm重機関銃を据え付けて対空戦闘に使用されることもある。
東日本大震災では、被災各地での行方不明者捜索に伴うガレキ撤去作業に使用された。

### 日本国外への提供
2003年（平成15年）、東ティモールPKOにおいて、施設群の隊員によって運用されていた機材やプレハブ式建物などが東ティモール政府に贈与された。この中には資材運搬車も4台含まれた。
2023年（令和5年）5月21日、防衛省はロシアによる侵攻を受けるウクライナに資材運搬車など自衛隊車両を100台規模で提供すると発表した。翌6月には、ポーランド経由で資材運搬車を含む車両101台がウクライナに引き渡され、2025年（令和7年）4月には実際に運用されている姿がSNSに公開された。
2024年（令和6年）9月10日、防衛省はベトナムへの中古資材運搬車の譲渡、およびベトナム軍関係者への操縦・整備に関する教育を実施する旨を発表した。

## 登場作品
『超空自衛隊』
オーストラリアへ災害派遣に向かう途中で第二次世界大戦時にタイムスリップしてしまった、陸上自衛隊施設科部隊の装備として登場。ガダルカナル島などで、荷台にドイツ製のラインメタル37mm砲を搭載し、改造自走砲として使用された。